# Реча (комуна, Брашов)
Реча (рум. Recea) — комуна у повіті Брашов в Румунії. До складу комуни входять такі села (дані про населення за 2002 рік):
- Берівой (713 осіб)
- Гура-Веїй (443 особи)
- Дежань (491 особа)
- Реча (934 особи) — адміністративний центр комуни
- Севестрень (204 особи)
- Сесчорі (214 осіб)
- Яші (302 особи)

Комуна розташована на відстані 169 км на північний захід від Бухареста, 52 км на захід від Брашова.

## Населення
За даними перепису населення 2002 року у комуні проживала 3301 особа.
Національний склад населення комуни:
| Національність | Кількість осіб | Відсоток |
| -------------- | -------------- | -------- |
| румуни         | 3023           | 91,6%    |
| цигани         | 263            | 8,0%     |
| угорці         | 9              | 0,3%     |
| турки          | 4              | 0,1%     |
| українці       | 1              | < 0,1%   |
| німці          | 1              | < 0,1%   |

Рідною мовою назвали:
| Мова      | Кількість осіб | Відсоток |
| --------- | -------------- | -------- |
| румунська | 3151           | 95,5%    |
| циганська | 144            | 4,4%     |
| турецька  | 4              | 0,1%     |
| угорська  | 2              | 0,1%     |

Склад населення комуни за віросповіданням:
| Релігія            | Кількість осіб | Відсоток |
| ------------------ | -------------- | -------- |
| православні        | 3029           | 91,8%    |
| адвентисти         | 96             | 2,9%     |
| греко-католики     | 94             | 2,8%     |
| п'ятдесятники      | 43             | 1,3%     |
| баптисти           | 16             | 0,5%     |
| римо-католики      | 6              | 0,2%     |
| лютерани           | 5              | 0,2%     |
| мусульмани         | 4              | 0,1%     |
| не релігійні       | 2              | 0,1%     |
| реформати          | 1              | < 0,1%   |
| унітарії           | 1              | < 0,1%   |
| бретрени           | 1              | < 0,1%   |
| не вказали релігію | 2              | 0,1%     |